# Dippenaaria
Dippenaaria là một chi nhện trong họ Anapidae.